# Lula Lá
"Lula Lá" (também conhecida como "Sem medo de ser feliz") é uma canção escrita pelo cantor e compositor brasileiro Hilton Acioli para o segundo turno da campanha presidencial de Luiz Inácio Lula da Silva, do Partido dos Trabalhadores, em 1989. Apesar de Lula ter perdido a eleição para Fernando Collor de Mello, até hoje a canção é bastante lembrada.

## Composição
Em fevereiro de 1989, Acioli — anteriormente o criador dos jingles de Luiza Erundina e Celso Daniel, petistas que saíram vitoriosos nas eleições municipais do ano anterior em São Paulo e Santo André, respectivamente — recebeu do publicitário Paulo Tarso Santos, coordenador de marketing da campanha presidencial do PT, o objetivo de criar um jingle para Lula. A ideia de Santos foi brincar com o nome do candidato; mas Acioli odiou da ideia e anotou "o Lula-lá por educação". Ele a seguir concluiria de que nem existe "nada melhor" do que a sugestão do publicitário e começou a trabalhar numa composição a partir da ideia.
Acioli então criou um samba-exaltação, intitulado "Vai lá e vê", sobre os "planaltos, rios, verde-mares" do país e contendo como refrão a estrofe "Vai lá e vê que a alegria já esperou demais"; depois de concluir esta composição, acabou escrevendo outra, que se tornaria o jingle definitivo da campanha. Mais tarde o samba acabou sendo reescrito (com o novo nome de "Sem medo de ser feliz") e gravado por Djavan, Gilberto Gil e Chico Buarque.
Acioli estreou as duas canções para o comando da campanha petista, escolhendo a última e reservando o samba para o uso mais discreto durante a campanha. Segundo o jornalista Ricardo Kotscho, os dirigentes petistas tinham muita resistência à canção, que acabou apenas sendo aprovada por insistência do próprio Lula.
Acioli criou o jingle para a campanha petista, mas, devido a enorme repercussão deste, acabou sendo convidado por vários políticos para compor canções para eles. Segundo ele, "Lula Lá" foi sua "vitrine", já que permaneceu por "13 anos [sic] de 1989 a 2002".

## Utilização nas campanhas eleitorais
"Lula Lá" é cantada por vários artistas e moradores brasileiros (na versão original de 1989: como Marieta Severo, Lucélia Santos, Gal Costa, Roberto Bonfim, Chico Buarque, Lídia Brondi, José Mayer, Cristina Pereira, Tássia Camargo, Cláudia Abreu, Malu Mader, Betty Faria, Walter Breda, Aracy Balabanian, Marcos Winter, Hugo Carvana, Joyce, Flávio Migliaccio, Chico Díaz, Beth Carvalho, Reginaldo Faria, Jonas Bloch, Arlete Salles, Otávio Müller, Felipe Camargo, Wagner Tiso, Carla Marins, Armando Bogus, Elba Ramalho, Adriana Esteves, Marcos Paulo, Guilherme Leme, Cláudio Marzo, Eliezer Motta e Joana Fomm) no horário eleitoral gratuito da Frente Brasil Popular (formada por PT, PCdoB e PSB) em rádio e televisão. Paulo Betti e Odair José produziram o videoclipe dirigido por Paulo José. Em outro videoclipe, três dos artistas (Gilberto Gil, Chico Buarque e Djavan) interpretam "Sem medo de ser feliz". O videoclipe "Lula Lá" teve duas versões do final (ambas com o esclarecimento dizendo:  "Todos os artistas participaram deste musical voluntariamente [...]"): uma em que o esclarecimento continua dizendo "Eles acreditam um Brasil melhor e votam no Lula." (usada no segundo turno de 1989; uma versão final desta tem o início deste esclarecimento antecedida por "Na eleição de 1989, [...]") e outra em que o esclarecimento continua dizendo "[...] e votam no Lula por um Brasil melhor." (usada no primeiro turno de 1989).
Outra gravação da versão original foi visto no segundo turno da campanha presidencial de 2002, eleição na qual Lula finalmente saiu vitorioso (desta vez em instrumental): para esta campanha, a canção foi recauchutada por Gil em seu estúdio Nas Nuvens.
Em 2008, a melodia foi reusada para o jingle do petista Alessandro Molon, candidato a prefeitura da cidade do Rio de Janeiro. Dois anos depois, durante o segundo turno da eleição presidencial de 2010, o compositor e maestro Wagner Tiso regravou o jingle como "Dilma lá", em homenagem a campanha de Dilma Rousseff (esta regravação foi interpretada por Djavan).
Em maio de 2022, foi lançada uma nova versão para a campanha presidencial, com adaptação de Leonardo Leone, produção executiva de Janja Lula e Ricardo Stuckert e intérpretes de Pabllo Vittar, Duda Beat, Chico César, Martinho da Vila, Lenine, Maria Rita, Paulo Miklos, Zélia Duncan, Flora Gil, Gilsons, Russo Passapusso (Baiana System), Mart'nália, Mateo (Francisco, el hombre), Otto, Teresa Cristina, Odair José, Antônio Grassi, Daniel Ganjaman, Dade Carvalho, Francis e Olívia Hime, Rogéria Holtz, Júlia DePaula, Luciana Wornes, entre outros.
Outras versões foram lançadas durante a campanha, mesclando ritmos brasileiros e cantadas por artistas e moradores regionais/locais.